# Cunard Line
Кунард Лайн (англ. The Cunard Line) — британська судноплавна компанія зі штаб-квартирою у Саутгемптоні, судна якої мали статус суден королівської пошти. Компанія була власником таких суден як «Лузітанія», «Мавританія», а зараз до її флоту належать такі відомі лайнери як «Queen Elizabeth ІІ» та «Queen Mary 2».

## Історія
Компанія Кунард бере свій початок від компанії «British & North American Royal Mail Steam Packet Company», штаб-квартира в Ліверпулі, заснованої канадським магнатом Самюелем Кунардом і його партнерами, яка займалась з 1840 року (деякі джерела вказують 1839 рік заснування, але рейси почалися в 1840 році і на рекламі 1874–1875 років рік заснування 1840-й) перевезенням пошти між Англією і Північною Америкою. Первісна назва компанії була Британська і Північноамериканська Королівська Поштова Компанія з Пакет-Пароплавів, — це українською повна назва, але прийнято назви компаній писати оригінальною мовою, тобто «British & North American Royal Mail Steam Packet Company». 

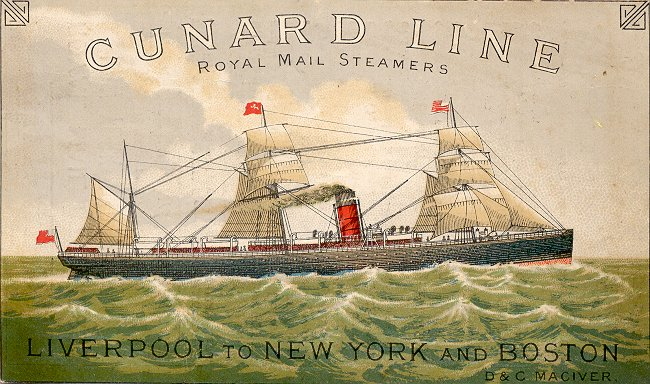
Пасажирський пароплав «Bothnia» був побудований для «Cunard Line» в 1874 році.

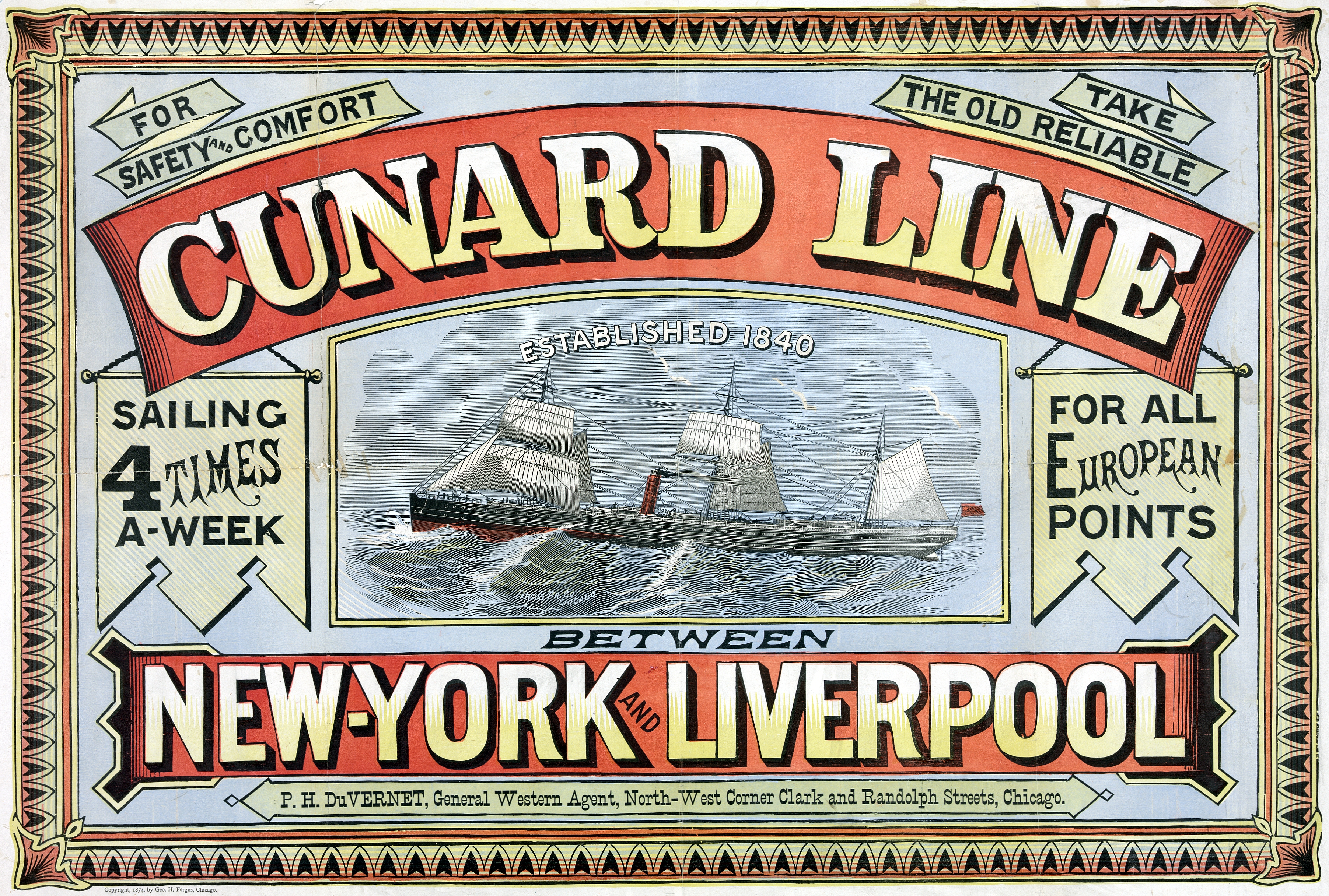
Надруковано в 1874 році. Опубліковано 22 січня 1875 року.

В травні 1840 року перше судно компанії «Юнікорн» з 24 пасажирами зробило першу подорож між Америкою і Англією. Подорож тривала два тижні. Першим судном, яке було замовлене і побудоване для компанії Кунард був лайнер «Британія». Вже в липні того ж року цей корабель за 14 днів і 8 годин подолав відстань між Ліверпулем і Галіфаксом. 
Назва «Cunard Line» вже була на рекламах 1875 року, які надрукували в 1874 році — це вже після смерті засновника Кунарда. Можливо раніше тільки на словах компанію звали «Cunard Line».
Для залучення додаткового капіталу в 1879 році приватна «British & North American Royal Mail Steam Packet Company» була реорганізована в громадську акціонерну корпорацію «Cunard Steamship Company, Ltd.», яка діяла з 1879 до 1934 року.
На початку XX століття Кунард був в жорсткій конкуренції з іншими транспортними компаніями, зокрема з White Star Line, яку Кунард пізніше поглинув. Нова компанія отримала назву Кунард Вайт Стар Лайн. До появи авіалайнерів компанія Кунард була лідером трансатлантичних перевезень. Пізніше, в середині XX сторіччя компанія перекваліфікувалась на надання круїзних подорожей між Європою і Америкою, по Середземному та Карибському морях. Компанією були побудовані два великих корабля — Королева Єлизавета ІІ та Королева Марія ІІ. Королева Марія ІІ залишається найбільшим трансатлантичним лайнером. В 1998 році Кунард ввійшла в склад компанії Карнавал Корпорейшн (англ. Carnival Corporation).

## Відомі кораблі компанії
- Аквітанія (RMS Aquitania)
- Британія (RMS Britannia)
- Карпатія (RMS Carpathia)
- Лузітанія (RMS Lusitania)
- Мавританія (RMS Mauretania)
- Мавританія ІІ (RMS Mauretania)
- Королева Єлизавета (RMS Queen Elizabeth)
- Королева Єлизавета ІІ (RMS Queen Elizabeth 2)
- Королева Марія (RMS Queen Mary)
- Королева Марія ІІ (RMS Queen Mary 2)
- Юнікорн (SS Unicorn)